# Climat Québec
Pour les articles homonymes, voir Climat-Québec et Climat du Québec.
Climat Québec est un parti politique provincial québécois fondé le 14 mai 2021 par l'ancienne ministre péquiste Martine Ouellet,,. Il est officiellement reconnu par le DGEQ depuis le 2 août 2021.
À la suite de l'élection de Catherine Fournier, députée de Marie-Victorin, à la mairie de Longueuil, Martine Ouellet est candidate lors de l'élection partielle dans la circonscription. Elle termine à la sixième place avec 1,9 % des voix.

## Idéologie
Tout comme le Parti québécois et Québec solidaire, le parti Climat Québec met en avant l'écologisme et l'indépendance du Québec.

## Chefferie
| Nom             | Chef                  |
| --------------- | --------------------- |
| Martine Ouellet | 14 mai 2021 - présent |

## Résultats électoraux
| Élections | Chef            | Sièges                                       | Sièges  | Sièges | Voix  | Voix  | Voix | Gouvernement        | Slogan                      |
| Élections | Chef            | Candidats                                    | Obtenus | +/-    | Votes | %     | +/-  | Gouvernement        | Slogan                      |
| --------- | --------------- | -------------------------------------------- | ------- | ------ | ----- | ----- | ---- | ------------------- | --------------------------- |
| 2022      | Martine Ouellet | \| \| \| \| 54 / 125 \| (43,2 %) \| \| \| \| | 0       | 0      | 8 644 | 0,21% | 8e   | Extra-parlementaire | L'urgence, c'est maintenant |
|           |                 |                                              |         |        |       |       |      |                     |                             |
| 54 / 125  | (43,2 %)        |                                              |         |        |       |       |      |                     |                             |
|           |                 |                                              |         |        |       |       |      |                     |                             |